# Get a Mac
Get a Mac（ゲット・ア・マック）とは、広告代理店のTBWA\Media Arts Labが2006年から2009年にかけて、Appleが展開したテレビコマーシャルキャンペーンである。

## 概要
「Get a Mac」キャンペーンは、アメリカ合衆国・カナダ・オーストラリア・ニュージーランド・イギリス・日本で展開された。この広告キャンペーンは、どのエピソードも根底が共通している。ミニマリストのすべての白の背景に対して、カジュアルな服装の男性がMac役("Hello, I'm a Mac.")、対してフォーマルスーツとネクタイの組み合わせの男性がWindows PC 役を演じる("And I'm a PC.")。二人の行う短い寸劇で、MacとPCの機能や性格が比較される。PCはフォーマルかつ丁寧といった特徴が与えられ、あくまでもビジネス的であり、どこか息の詰まるような感じが強調されている。多くの場合、まじめではあるが成果の出ないPCは、悠々としたMacの能力に抜かれる結果となる。放映当初のCMは比較相手のOSを特定しないものであったが、後期になると制作されたCMは、主にWindows Vistaに、最後はWindows 7に焦点を当てたものへと変化していった。
オリジナルのアメリカの広告の俳優はジャスティン・ロングがMac、作家でユーモリストのジョン・ホッジマンがPC、そしてディレクターはフィル・モリソンである。アメリカ版の広告はカナダ、オーストラリア、そしてニュージーランドのTVでも放送され、スペイン語、フランス語、ドイツ語やイタリア語などの少なくとも24の言語に翻訳された。イギリスのキャンペーンの俳優はコメディデュオのロバート・ウェッブ(Mac)とデヴィッド・ミッチェル(PC)、また日本のキャンペーンではお笑いコンビのラーメンズが起用された。英国と日本の広告ほとんどはアメリカのキャンペーンをベースとするものであったが、キャンペーンを展開する地域によっては僅かな変更が加えられた。また、イギリスと日本でのキャンペーンでは、アメリカ版とは異なったオリジナルの広告をいくつか放映した。
Get a Macキャンペーンは2002年に最初に放送されたスイッチ広告の成功例である。両陣営は真っ白な背景に撮影された。AppleのCEOスティーブ・ジョブズは、キャンペーンが開始される前の週の株主総会時にこのキャンペーンを発表した。このキャンペーンはまた、Appleの小売店で看板や従業員の服装の変更や、Macに切り替えることの理由を詳述した時期と一致していた。
Get a Macキャンペーンは2007年にエフィー賞大賞を受賞した。広告のBGMはマーク・マザーズボーによる作曲で"Having Trouble Sneezing"と呼ばれたが、しかし"Get a MAC Melody"としても有名である。

## 広告
Mac以外のパーソナルコンピュータ（特に実行中の Microsoft Windows が多い）の弱点につけ込み、そのPCは明らかにパロディであることを意図し、Macが持っている機能などの強みを強調するものである（ウイルスやスパイウェアにMacは感染しないが、Windowsは対策が不十分である、など）。それぞれの広告の長さは30秒であり、BGMには"Having Trouble Sneezing"が使用される。以下に記載する広告の題名はアルファベット順である。

### 北米キャンペーン
以下はアメリカとカナダで見られたキャンペーン広告をアルファベット順に記載したものである。
- Accident — PCが車椅子に乗り、腕にギプスをはめている。誰かが彼の電源コードにつまずいたときに、彼が彼の机から落ちたことを説明する。MacBookやMacBook ProのMagSafeならそんな事はないよ、と指摘する。広告の最後にMacBookの電源コードが引っ張られて、本体から無害に外れる。
- Angel/Devil — MacがPCにiPhotoで作ったフォトブックを見せると、PCの背後に天使と悪魔が現れる。天使はPCにMacを賛辞してお勧めするが、悪魔はフォトブックを破ってしまえとつっつく。終わりにPCはこの本は良い出来だと言って、後を振り向いて天使と悪魔の気配を確認する。
- Bake Sale — PCがベークセール（英語版）[3] を開いている。PCがこの行事に対して質問すると、PCはVistaの問題を解決するために、自分で資金を調達しようとしていると答える。Macはカップケーキを買うことで貢献することにしたが、PCがまぁ一口食べてよと勧め、Macがひとかじりしたらそれに対して1000万ドルを請求する。
- Bean Counter — PCは少し予算をやって、Vistaの問題はイライラするPCのユーザーであること、そして広告にお金のほとんどすべてを費やして思い切った行動をとる時間である事を認める。MacがPCに、自分が考えるに、広告に使っているお金を少し、Vistaを修正するのに使ったらどうかな？と答えると、PCは広告にそのお金を再割り当てする。この広告はMicrosoftの"I'm a PC（英語版）"キャンペーンの紹介と一致した。
- Better — MacはPCの能力を表計算ソフトを使って褒めるが、しかしPCはこれは生活のようなもので、音楽、写真、映像と同じように優れていると説明する。PCはMacが「よりよい」意味で防衛的に尋ね、MacがPCにおずおずと異なる定義のみを主張する。
- Better Results — PCとMacはホームムービー制作について打ち合わせ、お互いの努力を示す。スーパーモデルのジゼル・ブンチェンが画面に入り、「Macのムービーです」と説明する。PCのムービーと説明するのは毛むくじゃらの胸と金髪のウイッグ、Bündchenに似たドレスを着た男である。PCは彼の映画で進行中のいくつかの作業があると述べる。
- Biohazard Suit — PCは最初にPCのウイルスやマルウェアから身を守るためにバイオハザードスーツを着て登場し、彼は毎日20000もの脅威が発見されているからだと述べる。MacはPCに残りの人生をそのスーツの中で過ごすのかい？と尋ねると、PCはあまりにも自分のウイルス防止マスクにより保護されているため、Macの声を聞く事ができず、それを脱ぐ。PCは再度マスクを付ける苦闘に悲鳴を上げる。
- Boxer — PCがボクシングの試合のように入場し、リングアナウンサーがPCを紹介する。PCは戦いなしでダウンはないだろうと述べる。Macは背中を向けたPCに競争じゃないんだから、むしろ、よりシンプルで直感的なコンピュータに切り替えるよと言う。リングアナウンサーは自分の弟がMacを買って愛しているとシャウトする。
- Breakthrough — MacとPCのセラピスト(コリンヌ・ボーラー)が、PCの問題は、単に様々な場所からのソフトウェアとハードウェアの結果であることを示唆している。一方で、Macは一箇所からすべての彼のハードウェアとソフトウェアを取得している。「これは私の落ち度じゃない！」PCはMacとセラピストのサポートに繰り返し叫ぶ。そしてPCは「これはMacの落ち度だ！Macの落ち度だ！」と結論付け、MacとセラピストはPCの結論に失望。PCは最後に「何がブレイクスルーだ！」
- Broken Promises — PCはWindows 7の発売について、自分がどれほど興奮したMacを伝え、そして彼はVistaと同じ問題を持っていないことを保証する。しかしMacは、彼が前にこれを聞いたように感じ、そしてWindows Vista、 XP、Me、98、95そして2.0について保証するPCに一連のフラッシュバックを覚えている。フラッシュバックの最後には、PCは「私を信用してくれ」と言う。現在に戻り、PCが今回は今までとは違う、「信用してくれ」とフラッシュバックとほぼ同じ方法で言う。
- Calming Teas — PCはVistaの厄介ごととより簡単に暮らすために、「時間を壊すカモミール」、「ドライバーを失ったミント」、「ザクロ忍耐」そして「ラズベリー再起動」のような、気分を落ち着かせるお茶を説明する。最後には「入浴剤もあるよ」。
- Choose a Vista — Windows Vistaの6つのバージョンのどれを買うか迷っているときに、PCが大きなゲーム円盤を回す。円盤の針が指し示したのは「買う機会をなくす」。MacはPCに「なぜ円盤にこんなスペースがあるんだい？」と問う。
- Computer Cart — PCと他のスーツを着た3人がコンピューターカートの上に乗っている。Macがなぜか問うと、PCは彼らはWindows Media Player ダイナミックリンクライブラリファイルのエラーで、他の人が同様のエラーに苦しんでいることを告げる。（ベージュのスーツの男はエラー692を表し、グレーのスーツの男が構文の誤り（英語版）、カートの一番下の男が致命的なエラー（英語版）。CMの後、PCは「彼は見込みがない」とささやく）Macは、Macにはそんな不可解なエラーメッセージは表示されないよと説明する。
- Counselor — PCとMacが心理療法士(コリンヌ・ボーラー)を訪れ、彼らの相違を解決する。しかし、一方MacはPCのお世辞を簡単に見つけ（あなたは数字と紳士のような服装で、魔術師のようだ）、PCの憤りは返礼にはあまりにも深すぎる（「私はものを作る事では優れていると思う、それは完全に若年性と時間の無駄ですにもかかわらず。」）カウンセラーは彼らに週2回来るように告げる。
- Customer Care — MacはAppleのジーニアスと再び現れ、現実の人たちは、あなたのMacの問題のお手伝いをすることができる。PCはその後、実在の人物に達することはない無限自動化された顧客サポートのメッセージの短いモンタージュを持って（PCと連携されない）、そして彼はその後、彼の助けのソースは、Macジーニアスのような「同じ」だという。
- Elimination — PCは新しい膝の上の狩人でパーフェクトなPCを使って、ミーガンの検索を試みる。残念ながら、PCはミーガンの＃1の問題になる、ウイルスへの"免疫"はないので、PCは彼女とMacを残して立ち去る。
- Flashback — MacはPCに、彼が作ったウェブサイトやホームムービーを表示させたい場合どうすればいいかを尋ねる。彼とMacが子供だった頃の思い出が表示される：若いMacは若いPCにアートワークを見たいときにはどうしたかと尋ね、若いPCが電卓を取り出して、彼らはただ無駄に時間を計算する。（PCがテキストベースだったときは、時間へのリファレンスにすることができ、一方Macは遅かったがGUIを持っていた）フラッシュバックから戻ると、PCは同じ事をしている。
- Genius — MacはPCにApple Storeのジーニアスバーから来たAppleジーニアスの一人を紹介する。PCはジーニアスをテストし、数学の問題を始め、彼女に尋ねることで絶頂に達し、10点満点でどれだけMacを愛しているか問うと、彼女は「11点」と答え、PCは「彼女はいい、素晴らしい」。
- Gift Exchange — MacとPCはクリスマスギフトを交換する：PCが希望するのはC++GUIプログラミングガイドだが、iPhotoで作られた以前のGet a Mac広告のフォトブックを受け取った事に失望し、MacがPCから受け取ったのはC++ GUIプログラミングガイドだった。
- Goodwill — MacとPCは、クリスマスシーズンに互いの違いを脇に置く事に同意した。PCが一時的に滑り、Macはホームムービーやブログのような軽薄なものの追求が彼の時間を無駄にしていたとして、二人はそれに同意する。Macは両腕を広げ、PCが近づいて互いに抱擁する。「Happy Holydays,Mac.」「Happy Holydays,PC.」
- Group — PCはVistaのある彼のリビングに助け合いグループを招いた。他のPCが、彼は一日一日それを取るとすることに言うと彼はすべての最も大きいという事実に直面している—そのVistaは必要な事に機能していない。彼らはすべてのVistaの問題は非常に早く簡単に離れて行くことを願う。彼らの中の一人が、彼は週を通してエラーフリーだったが、抑え切れずに自分自身を繰り返すようにし、他の人が失望を開始したと楽しそうに述べる。
- iLife — PCはiPodを聞いていてiTunesを賞賛する。MacはどのMacにもiLifeというソフトが付属していると返答する。PCは自分にもクールなソフトがついていると反論する—計算機や時計。
- I Can Do Anything — これはホリデーシーズンに向けてアニメーションで作成された。PCはMacになぜそんなにホリデーを愛するのかを尋ねる。Macはそれが地球の平和のための季節だという。PCは、アニメーション化すると何でもできるのさと言う。PCは空中に浮き上がったり、素早く雪だるまを作ったり、動物と会話をデモンストレーションする。PCは飛び跳ねるウサギに「どこに行くの」と尋ねる。ウサギは「クリスマス直前の買い物のためにApple Storeに行くのさ」と返答する。PCは作った雪だるまの頭を意図的にウサギの頭に落とし、皮肉たっぷりに彼に謝罪し、不器用な自分を呼び出す。このアニメーションはGet a Macのサンタクロース広告と同じようにランキン・バス（英語版）により制作された。
- Legal Copy — いつもPCは自分の事をポジティブに言い、合法な著作権表示が画面に大きく映し出される。彼は最終的に、パソコンは100％トラブルフリーであることが示され、合法著作権表示がどんどん増え、最終的に画面全体をカバーする。
- Meant for Work — 憔悴したPCがステッカーで覆われ、このような映画とブログを作る彼と彼らの活動を使用する子供について不平を言い、毎晩スリープモードになるごとに身を叫んでいる。彼はMacとは異なり、よりオフィスワークが欲しいと苦情を言う。PCは、エモやユーザーにいくつか耳を傾ける必要があると重い足取りで立ち去り、大きなうめき声と、重い足取りで誇示するために彼の背中にAnarchyステッカーが貼られている。
- Misprint — PCが電話とPC World（英語版）を持って立ち、記事の誤植を報告しようとする。彼らによると、「今年、Windows Vistaが最も速く動くノートブックをテストしたら、それはMacでした」と説明する。Macは高速なPCよりもVistaを実行することが真実であることを説明しようとするが、PCは、それはMacなのだからいかに速くてもそれは不可能だという事を説明しにいく。電話でPC Worldと議論しながら、PCは、彼が物事を設定するためにライン上のMacを置くだろうと言う。しかし、彼は代わりに、PCが速くなると言って、偽装したMacでクールな彼の声と協議を低下させることを試みる。
- Network — MacとPCが手をつなぎ、互いのネットワークの能力をデモンストレーションしていると、そこに日本人の女性が新しいデジタルカメラとして現れ、Macと手をつなぐ。Macとカメラは日本語でコミュニケーションをとるが、PCは日本語が話せずに「Buon giorno,Hallo」と混乱する。
- Now What — PCは、彼の新しい、長いアルバムを披露することから始める「私はコンピューターを購入したい — 今何を?」コンピューターを購入するのが困難な全ての顧客に対応して助けるために。Macはその後、コンピュータを購入することは、実際には非常に簡単であることを返信し、Apple StoreであなたにぴったりなMacを見つける事ができると説明する。ワークショップで、人々にコンピューターを教える事もできるんだよとも言う。これを聞いたときに、PCはまたコンパニオンのボリュームをいっそう上げる。「私はたった今コンピューターを購入した — 今何を?」
- Office Stress — Mac版の新しいMicrosoft Office2008がちょうどリリースされた。PCはMacに箱をプレゼントする。箱の中身はストレス解消用のおもちゃで、彼がたくさんの仕事をして過負荷なときに使う。しかし、そのおもちゃはMicrosoft Officeも互換性があることを文句としてPCが握りはじめ、PCのファイルか過剰でMacよりも仕事に追われている事から何度も握り、最後にはおもちゃを壊してしまう。
- Off the Air — MacとPC、そしてMacジーニアスが、Macに乗り換えるのは今まで以上に簡単である事、MacジーニアスがPCのファイルを無料でMacに移し替える事について説明している。PCは、そのスイッチは人々を不安がらせているから、人々はMacジーニアスに聞く必要はないと答える。PCは抗議で、カラーバーの書かれたスクリーンをカメラに向かって下ろし、放送中止を宣言した。
- Out of the Box — Mac（白い箱の中）とPC（茶色の箱の中で運動している）が、彼らが開封されたときについてディスカッションしている。Macは自分はすぐに使い始める事ができると言うが、PCは自分が有用になる前には助けを借りて様々な作業を完了させなければならない。Macは箱から出て行き、しかしPCは他の箱に残っている部品を待つことを余儀なくされる。
- PC Choice Chat — PCは「PC Choice Chat」という名前のラジオトークショーを開き、人々がコンピューターを買うためのアドバイスを始める。全ての相談者がPCではなくMacに適合するコンピューターのアドバイスを求め、質問のひとつは人々がウイルスを憎む声だった。他の質問はMacジーニアスのようなPCの手助けについてで、そしてMacに切り替えたい声もあり、PCは質問を無視する。
- PC Innovations Lab — PCとエアキャップで包装された別のPCが、エアキャップはまさしくセキュリティシールドだと言う。Macが話そうとするとPCが止め、別のPCが両肩にカップホルダーを付けて現れる。PCはコーヒーカップを取り、乾杯する振りをして「技術革新への乾杯だよ」。
- PC News — PCがニュースデスクに座って後ろを向き、Windows 7のローンチパーティーと思われる場面の特派員が、Macにスイッチした人たちのインタビューを受ける。PCは驚いてなぜかと尋ね、そして多くの人々がMacが顧客満足度で第1位と言う声を聞くが、最後に映像を切ってしまう。MacとPCの認識では彼らはコマーシャルの中の人たちである。PC「コマーシャルに行きましょう」Mac「私たちがコマーシャルです」PC「では別のコマーシャルを」。
- Pep Rally — PCはチアリーディング小隊を紹介する。説明を聞かれると、PCはMacのキャンパスでのナンバーワンステータスはiSightカメラと、安定したオペレーティングシステム、そしてMicrosoft Officeが動く事だと説明し、そこで彼は決起集会で学生を獲得しようとしている。チアリーダーの応援は「Mac's Number One!」そしてPCの苦情に応じて「PC's Number Two!」
- Party is Over — PCは、暗澹たる思いでWindows Vistaのリリースを祝うパーティーを投げ出す。PCは自分のハードウェアをアップグレードしなければならなかった、そして今彼の古いソフトウェアや周辺機器のいくつかを使用することができまないとMacに不満を漏らす。彼はその後、別のパーティーメンバーと過去の5年間（英語版）を投げた事に対して話し、今日は5年と1日だ、と。
- Pizza Box — PCが大学の学生に向けて無料のピザボックスに扮装する。この広告はAppleの2008年のback-to-schoolプロモーションの間放送された。
- Podium — PCが政治家候補のスタイルで、Windows Vistaについての宣言を行う表彰台に立ち、単純に既存のハードウェアを置き換えるために互換性の問題を抱えている人々に対し、Mac OS X Leopardの新機能を無視するように促す。しかし、PCは彼自身が3週間前にWindows XPにダウングレードした事を認めている。彼の主要なスローガンは、それは「Vistaがあなたのために何ができるか」ではなく、「あなたがVistaを買う事ができるか」である。
- PR Lady — PCがPR担当を起用した(メアリー・クリス・ウォール（英語版）)。彼女はWindows Vistaへの反応に肯定的なスピンを配置するが、多くの人々がWindows XPに戻ってダウングレードされていることを主張し、しかし、より多くの人がWindowsからMacに乗り換えていることの主張に対する彼女の応答は、恥ずかしそうに「ノーコメント」。
- Referee — 審判がおり、PCによると、Macが言うには「LeopardはVistaよりもより良く、より速いことは言うまで秘密にしていた事」を確認する。Macは、それは2つを比較したウォール・ストリート・ジャーナルの記事だと言って自分自身を擁護するとPCが説明すると、審判がMac側に付く。PCは審判を侮辱して退場を宣告される。しかしPCが、自分は行き場がないと反論する（広告の範囲内で）。
- Restarting — MacとPCは両方とも多くの共通点を持っている事に付いて説明しているが、しかし、その議論は、PCの不幸なフリーズと再起動の習慣によって妨げられている。
- Sabotage — PCが現れ、しかし、別の俳優がMacの代わりに表示される。明らかにPCをより平坦に悪い記憶の行を暗唱する。まもなく「本物の」Macが現れ、PCは、おずおずと何かが起こっているのを否定しながら、偽のMacは、彼が大ファンだと実際のMacに伝える。
- Sad Song — Vistaが落ち込んできているため、PCがウエスタンカントリーの歌を歌う。歌の内容はVistaの問題と人々がMacに移動している事についてである。その後ハウンドドッグが遠吠えし、Macの主張はいい感じである。この広告にはwebでのみ公開されたロングバージョンがある。
- Sales Pitch — Macは自分をいつものように紹介しているが、PCは「そしてPCを買おう！」と言う。PCは、Macの人気の高まりは、彼の自己宣伝でより多くの楽しみであることが強制され、彼の様々な宣伝文句により持ち株が赤字にまで縮小していると説明する。
- Santa Claus — PCとMacの間にサンタクロースとクリスマスキャロルをフィーチャリングしたアニメ版広告。PCとMacが「サンタが町にやってきた」を歌うが、途中でPCが「PCを買ってMacを買わないで、このホリデーシーズンや他の時間に、お願いだから」と歌詞を挿入して曲を台無しにする。「そんなの習わなかったよ」。アニメーションのスタイルは、Rankin/Bassテレビスペシャルに似ている。
- Security — PCはVistaの新しいセキュリティ機能として、シークレットサービススタイルの背の高いボディーガードを雇った。Macとの対話で、ボディーガードはすべての着信または発信の対話をキャンセルまたは許可することをPCに割り込み要求する。
- Self Pity — Macは一度スーツを着て、仕事を詰め込みすぎ、一年中Microsoft Officeを走らせていた。これを聞いたときに、PCは落胆して床に崩れ落ち、減価償却になるまで放っておいて欲しいと懇願する。
- Stuffed — PCは風船のような胴体でゆっくりと入場し、全ての試用版ソフトウェアが自分を遅くさせたと説明する。Macにはあなたの必要なだけのソフトウェア(iLife)が入っていると返答する。PCは最後に彼の位置に立ち、Macがもう一度挨拶を始めると、PCは忘れものがあると言ってゆっくり退場し始める。
- Stacks — PCは彼の写真のすべてを検索していて、友人の写真を見つけようと試みる。PCは数分後に写真を1枚見つけるが、しかしMacのiPhotoならFaces（人々）機能で、同じ人の他の写真も見つけられるし、同じフォルダにそれらすべてを入れ、検索時間も節約できる。PCは顔面認識技術が高価なように応答し、彼はそれを容易にする技術を持っているので、Macに代わりに写真を並べ替えるように指示する。
- Surgery — PCは手術を待っている患者の服装で登場し、これからWindows Vistaにアップグレードするための外科手術が必要なんだと説明する。（特に、グラフィックカード、プロセッサ、メモリ、などなどの項目をアップグレードする）アップグレードにおける認識の難しさを参照に、PCは手術の成功を懸念されていることを認め、相続物件や周辺機器は耐えられないだろうとMacに言い残す。Macは、Macのアップグレードは簡単だよと答える（買い替えるだけ）。
- Surprise — Macは顧客(Andree Vermeulen)と一緒に表示され、PCとの不在が目立つ。彼女は素晴らしいコンピュータを購入したいと言っている。Macは、PCははるかに良いしより安定だから、彼女がPCを買う必要があることを彼女に説得しようとする。顧客は懐疑的で、Macに「考えるわ」と伝えて立ち去る。失望したMacは、マスクと服を脱ぐと、PCが変装していた事が明らかになる。本物のMacが現れ、PCの破棄されたマスクや衣服を見て、「僕も質問したくないよ」。
- Tech Support — 技術者が現れPCにウェブカメラをインストールする（ガムテープを使って彼の頭に）。PCは新しいアップグレードで非常に満足しているが、しかしMacは内蔵のウェブカメラを持っていると技術者から聞いたとき、彼はカメラが完全にインストールされるのを待たずに荒々しく去る。
- Teeter Tottering — 色々なものが入った箱を持った女性が2人の間に立つ。彼女はMacにスイッチしたいと言うが、しかしPCは、彼女がMacに箱を渡そうとするたびに彼女を説得する。
- Throne — PCが王様のローブを来て玉座に座って登場し、コンピュータを切り替えることは困難な可能性があるにもかかわらず、臣民は未だ王様から切り離すことができないと述べる。Macは、PCの所有者は単にPCをApple Storeに持ってくるだけで全てのファイルを新しいMacに移す事ができると話し始める。PCはMacを追放宣言する。
- Time Machine — MacとPCの典型的な導入の代わりに、自分はMacだという10人の列がある。PCはショックを受け、その様々なMacはそれが単純にTime Machineで、Leopardユーザーのハードドライブのバックアップを定期的に行う機能であることを説明する。様々なMacからの感謝により、PCはそのような機能は非常に素晴らしいことを認めるを強制され続ける。
- Time Traveler — PCは2150年に移動するタイムマシンを使用して、もしあれば重要な問題を参照し（フリーズやクラッシュのような）、PCから削除されたPCがMacのような手間のかからないようなものかどうかを確認する。PCは速やかに2150年に到着し、将来のPCは質問の答えに文字通りフリーズする。
- Top of the Line — PCとMacは新しいコンピューターを探している顧客と現れる。PCが彼女に、スーツでハンサムと過度に滑らかな"Top of the line" PC (パトリック・ウォーバートン)を紹介する。彼女は彼にスクリーンサイズとスピードを聞き、Top of the Lineは自分の最大値を言うが、しかし彼はその後、彼女が「あらゆるウイルスや面倒を扱う必要のない」というと、話を疑う。彼女はMacで行く事を決定し、Top of the Lineは彼女に自分の名刺を渡し、「彼女が妥協する準備ができたとき」自分に電話をもらうために彼女に番号を伝える。
- Touché — PCが自分を紹介した後、Macが「そして僕もPCです」と繰り返す。Macは、自分がMac OS XとMicrosoft Windowsを両方動かす事ができる事でPCを混乱させてしまったと説明し、自分があなたが必要とする唯一のコンピュータだと呼ぶ。PCは「Oh...touché.」（やられた！）と驚嘆する。Macのキャラクターはフェンシングのルールを参考に、彼または彼女がポイントを取った後、その一つだけやられたと言い、誰か他の人は対比を行うと説明するが、しかし、PCのキャラクターは単語を誤用し続けている。ジャスティン・ロング (Mac)が出演している映画「Dodgeball: A True Underdog Story」の中で同様の会話が発生した。
- Trainer — コマーシャルは伝統的ではない方法で始まり、PCがトレーナー(ロバート・ロッジア)の指導で腹筋運動していて、トレーナーはPCを改善するために熾烈なものを言う。PCはトレーナーが、いくつかの「積極的な補強」をしようと示唆しているが、少し怒っているとショックを受けたトレーナーは、代わりにMacを褒める。
- Tree Trimming — ホリデーシーズン向けのアニメ広告。MacとPCは彼らの意見の相違をひとまず横に置いて、飾りをぶら下げてライトを糸によりクリスマスツリーの飾り付けをすることを決定。MacはPCが良き友人であると伝えるが、PCはナーバスになる。彼らが飾り付けを終えた後、PCはツリーに灯りを点そうとしなかったが、Macが彼に催促する。PCがツリーの電源コードを差し込むと、ライトアップされたのは「PC RULES」の文字だった。
- Trust Mac — PCがスパイウェアから隠れる事を企み、トレンチコート、ソフト帽、サングラスそしてつけひげを着ている。PCはMacに変装を勧めるが、Macは辞退し、Leopardなら通常のPCのスパイウェアやウイルスを心配する必要はないよと言う。
- V Word — PCは名前によって彼のオペレーティングシステム(Vista)を参照し、停止するつもりだと明言する。PCはその言葉が「PCユーザーとしっくりいっていない不満。今から、私たちは大幅に手荷物を軽減した単語を使う事にする：Windows.」PCは押すとブザー音が鳴る、赤い大きなボタンがついたブラックボックスを持っている。MacがVistaと言ったとき、PCはボタンを押す。単語を使用しないのとオペレーティングシステムの問題を修正するのは同じではないと指摘後、Macは矢継ぎ早にVistaと繰り返して広告を終了し、ブザーを鳴らすために、PCの試みを阻止する。
- Viruses — PCが新しいウイルスにかかり（風邪のような）、自分から離れるようにと言い、PCには11万4000ものウイルスが発見されていると警告する。MacはPCに影響を与えるウイルスが自分には感染しないと言い、PCはクラッシュすると言って背中から後ろ向きに地面に倒れる。
- Work vs. Home — PCはまた、タイムカードや表計算ソフト、および円グラフのような面白いものを実行してPCにクレームを付けるのを指導するとき、Macはどうやって自分がポッドキャストやムービーのような面白いものを楽しむかを説明する。Macは、円グラフを使用して家族の休暇を取り込むすることは困難であると返事すると、PCはハングアウトの時刻を表す円グラフを表示して反論し、ちょうどグレーの濃淡でそれを蹴る。Macは「僕があったような気がする」と返答する。
- Wall Street Journal — Macはウォール・ストリート・ジャーナルに掲載された、ウォルト・モスバーグ（英語版）による自分に有利なレビューを読んでいる。嫉妬、PCはまた、素晴らしいレビューを受けたことに、その後クレームを入れ、Macは具体的な詳細を要求するときが油断をキャッチされる。この広告は現在、AppleのWebサイト上で見られないが、YouTubeで見つけることができる。
- Yoga — MacはPCがヨガインストラクター(ジュディ・グリア)の指導のもと、悪いVistaのエネルギーを追放し、Vistaの問題を忘れるためのヨガセッションを見ている。しかし、Vistaがヨガの課金と暴風雨をしくじったため、ヨガのインストラクターが文句を言うために画面を出て行く。PCはピラティスに乗り換える事を検討する。

### Webベースの排他的キャンペーン
多数のウェブサイト上で、広告キャンペーンがFlashにより独占的に示されている。テレビに表示される広告とは異なり、これらの広告は、AppleのWebサイトの高品質のQuickTimeビデオとしてアップロードされていない。これらの広告は約20秒ごとに実行され、特定のオンライン広告の特徴を参照し（バナー広告のように）、これらはテレビに表示される可能性は低い。
以下の広告のタイトルはFlashビデオのファイル名から取った。
- Banging — PCはWindows Vistaにアップグレードしたことでは彼に様々な問題を引き起こしたために彼に遺憾の意を表す。Macは彼を慰めようとし、しかしPCはバナー広告の側に頭を強打し続ける。
- Booby Trap — PCとMacがPCMagにいる。PCは、iLife'09がベストなオフィススイートだと言っているバナー広告を載せる事に対して怒っている。PCはバナーの主張にいくつかのケーブルを引っ掛け、誰でもクリックするごとにショックを受けるようにする。PCは、それをクリックすることによってそれ自身を証明する。
- Claw — スカイスクレイパー広告の中、PCは、Mac用のMicrosoft Office 2008のパッケージ版を取得しようとするグラバー爪を使用してトップバナー広告に座っている。PCはもし人々がOffice08がMac上で動く事を確認した場合、彼らは何がPCにできて何がMacにできないかの質問をするだろうと主張する。Macは長年OfficeがMacで動いている事、そしてこれはまったく最新のバージョンだと指摘する。PCはOfficeの箱の上をノックし、外に出る警報が発生する。PCは、Macにグラバーの爪を渡し、「彼はそれをやった！」と言う。
- Cramped — 唯一知られている英国のWebの排他的広告で、PCとMacがバナー広告に1対1で横たわって、バナー広告のサイズとフォーマットの不平、ユーザーが広告を速くクリックしてと奨励する。
- Customer Experience — バナー広告はMacが顧客の体験の中で＃1と評価されているのを見せている。PCはフラストレーションを感じ、前と髪の広告の後からより多くの意見に行く。どちらもMacが優れていると言う。
- Customer Satisfaction — 「Macの顧客満足度スコア」メーターがMacとPCのバナー広告より上にある。メーターの針は85から100のあいだを動いている。PCは自身を口実に上のバナー広告に登り、メーターの針を引っ張る。彼は誤ってメーターの先端を途切れ、針先は20を示し、そして「顧客満足度が落ちている…」
- Easy as 1–23[5]—ウェブ広告の中で、PCはMacに新しいスローガンを見せる。Macは「PC、1-2-3と簡単」という意味だと思ったが、しかしPCは始めの部分を「簡単なのは1から23まで」と意味を訂正する。彼はのちにPCを使う23のステップを引っ張ってくる。
- Editorial — PCはバナー広告から自分のop-edコラム（これらの広告はcnn.comのようなニュースサイトに現れた、それは、サイトの残りの部分との「ブレンド」である）をドラッグしてくる。op-edヘッドラインの記事は「Macへの乗り換えをやめよう！」PCは、人々が今まで以上にMacに切り替えているが、その行為はPCをどれだけ痛めつけているかを知る必要があると説明する。彼は自分がどれだけフレストレーションがたまっているかを説明するために、フォトボックスの中で苦悩のポーズをとるカップルを作成する。
- Hiding[6]—PCが画面の左側から覗き見する。MacがPCに何をしているの？と聞くと、PCは自分がウイルスやスパイウェアから隠れているんだと説明する。PCが去った後、彼は画面スキャンを実行する。これらには2つのバージョンの広告がある：300px＊250pxの立方形の広告と160px＊600pxの縦長のバナー広告である。PCは2つのバージョンで同じだが、しかしMacのパフォーマンスが違う事が表現されている。
- Knocking — PCはWindows Vistaにアップグレードするために、ハードウェアの新しいドライバーを探す必要からパニックになっている。彼は新しいドライバを検索するために残すことができるので、彼は、画面の左側から彼の方法を強制しようとするが、しかし何度も壁にぶつかる。彼は最終的に画面の左側突破に成功したが、彼が見つけたのは画面の右側から後ろにジャンプする方法だった。
- Newswire — PCはMacの好意的な報道をうらやましがり、広告の上に彼自身のニュースワイヤーティッカーを取得する。不運にも、ニュースワイヤーは「Vistaユーザーは不調のあいだじゅう動揺している」や「ユーザーはXPにダウングレードした」のようなあからさまな見出しを表示する。PCは愚かなニュースワイヤーを憎むと言い、次にニュースワイヤーが表示したヘッドラインは「PCは彼の愚かなニュースワイヤーを嫌う」だった。
- Not — ページの上部にあるバナー広告は、「LeopardはVistaより良く、より速くなります」(Leopard is better and faster than Vista)と書かれている。—ウォール・ストリート・ジャーナル。その横で、Macが自分を紹介しているときにPCがはしごを登る。MacがPCに何をしているんだいと聞き、彼は恥ずかしいタイプミスを修正すると言う。彼がその後梯子を登りきって、ステープルで「NOT」と書かれた一枚の紙を引用符の終わりに貼る。そしてPCは修正するためにインターネット全体を持っているといい、Macに梯子をつかむように言う。
- PC Turf[7] (PCMag.com and PCWorld.com exclusive)—PCは彼の縄張りに来たウェブサーファーを歓迎し、Macはそこに場違いな存在だと感じる必要があると発言する。Macは、彼らがMacについて、いくつかの素晴らしいことを言ったことを指摘し、彼が問題になるだろうから、PCは、Macを削除するにはセキュリティを要求する。The PCMagのバージョンはPCの声がPCMAG.comと再ダビングされることを除いて同じである。
- Refresh[8]—ページの上部のバナー広告には、「Vista...技術の最大の失策のひとつ？」 —CNET.comと表示される。広告の横で、PCはバナーを見てVistaのそのほかの悪いレビューを実現し、緊急のリフレッシュを行うことにした。彼はバナー広告の上を歩きコンパートメントのドアを開いて、「緊急バナー更新」と言う。PCがスイッチを反転させると、バナーが別のものに交換される。「Vistaに行うオーバーな時間」—PC Magazine。PCはこの結果を見てフラストレーションがたまり、もう一度スイッチを反転させる。「Mac OS X Leopard：完璧な10のポイント」—InfoWorld。PCはこのポジティブな結果を見て、それがLeopardについて実現するまではホッとする。PCは怒って再度広告を反転させて終了する。
- Sign[9]— スカイスクレイパー広告で、別のバナーの消灯されたサインには、「DON'T GIVE UP ON VISTA」と書かれている。Macがあれは何だいとPCに聞いている。PCはWindows VistaユーザーがXPにダウングレードしたりMacに乗り換えているフラストレーションの問題を止めようとしているのさと返答する。PCがボタンを押すと、サインのGIVE UPだけが光り、もう一度押すと、ON VISTAが光る。彼がボタンを繰り返し押すと、GIVE UPとON VISTAが交互にライトアップされる。
- Switcher Cams — ページ上部のバナー広告には、Apple Storeの中を歩く人たちを写した防犯カメラの5つのスクリーンがある：それぞれのカメラには「PCから乗り換える人」が各画面の下に赤色で点灯する。その横で、PCは乗り換える人を見て、彼らがWindows 7ではなくMacにアップグレードするのに失望する。PCは、Macは顧客満足度でも＃1の反応で、人々はとにかくオーバーファイルを移動する必要があると言うのに対し、Macは、自分はWindows 7は「改善する事になった」と思っていたと言う。それでもスイッチャーを観察し、PCはサイドを離れてビデオスクリーンに顔を出し、Apple Storeの中から一人のスイッチャーを停止するために管理するが、しかし、まだ何千ものスイッチャーが存在している。

### イギリスのキャンペーン
英国の市場のため、広告は英国で人気の2人の喜劇俳優ミッチェル・アンド・ウェッブによって作り直された：デヴィッド・ミッチェルがPC、ロバート・ウェッブがMacである。オリジナルの広告だけではなく、アメリカのキャンペーンからのいくつかの広告では、新たな対話と若干の変更が行われた。これらの広告はアメリカの広告より長い40秒の長さだった。広告の全ては英国のAppleのサイトで見る事ができた。
以下の広告は英国オリジナルである：
- Art Language — 創造的な芸術の型に関連する取り組みに彼は自分のMacをと想定、PCは形どおりに自由奔放なファッションに身を包んでいて、不必要に大げさな言語を使用してMacに向かって話し始める。彼は誰もが創造的になる事ができると言うMacの主張にもかかわらず、PCは大言を吐き、最後には自分自身を混乱させてしまう。
- Court — 弁護士の衣装に身を包んだPCが、iPhotoのフォトブックを作るのには、わずかな時間しかかからないとのMacの主張に質問している。Macの主張を疑い、PCは最終的にMacが話そうとする機会を遮断する手段に出る。
- Magic — 平均して50キロバイトのWordの文書ファイルをMacと交換するのに、PCはドラムロールと魔術師のアシスタントを使っても、実際よりはるかに困難であり、変換終了後に「Amazing!」とシャウトする。困惑したMacは互換性がある事を指摘するために、まったく手間がかからずにPCの写真をバックアップすると、PCは再び「Amazing!」とシャウトする。
- Naughty Step — PCは彼のいたずらなステップを発表する：手に負えない誤った子供に究極の抑止力（ジョー・フロストのスーパーナニーのようなテクニックで）。彼は子供たちは適切なPCに成長するまで、写真、ムービーそしてウェブサイトを作るべきではないと説明に行く。Macは、これらは子供がやってみたい面白い作業で、いたずらのステップでPC自身を追放する結果であると指摘する。
- Office at Home — PCはオフィスと自宅の両方で自分の役割を誇りに思っており、しかしMacは、家がオフィスのように実行されていないことを示し、そのためにはオフィスのコンピューターを持ってはいけないと報復する。PCは、家でオフィスのように実行「できる」方法を記述するために熱心に開始するが、Macを求める彼の権威主義は増大し、皮肉たっぷりの楽しい場所のようにそのPCのホームの音をコメントアウトする。
- Office Posse — PCはMicrosoft Office（英語版） (Excel, PowerPoint, Word, Entourage)がなぜMacの側に立っているのかを疑問に思い、Macが自分でもOfficeが動く事をいうと驚く。PCは仕事を注文しようとOfficeのメンバーを自分に引き込もうとするが、彼らは拒否し、Macが気まずい瞬間と呼んでいるものの結果になる。
- Tentacle — PCは英国の労働倫理を賞賛し、Macが人生の楽しみのために必要だと言う主張を非難する。Macの視点を説得しようとして、PCはいくつかの動物の隠喩の使用を採用し、しかしオフィスでタコの触手の実用化についての彼のますます熱心に物思いにふける寄り道になる。

いくつかのアメリカの広告は、英国市場向けに変更された。これらの広告の一部では、物語内で発生するイベントは大幅に異なる。その他には、より密接にオリジナルの広告に従うがわずかな変更を伴うものがある（関連する俳優からの特性の違いや、アメリカ英語とイギリス英語間の言語の違いなど）。これらの広告もミッチェル・アンド・ウェッブにより演じられた。
- Accident — 広告は同じ物語に従い、異なる終わり方を迎える：明らかに重くもうろうとしたPCが、鳩を見られるように車椅子を窓辺に押し出す事を要求し、唯一のMac用のハトもウィンドウがないことを指摘する。PCは「君はおかしい…」と夢のような応答。
- Network — 広告は同じ物語に従うが、しかし英国版のMacは日本のデジタルカメラの代わりにプリンターと接続する。PCはまたより多くの対話に関与していて、プリンターと日本語でコミュニケーションしようとするが、彼の日本語はめちゃくちゃである。プリンターとMacは日本語で「僕たちに互換性があるのを知らないんだ」と会話し、画面下に英語字幕が表示される。PCはたどたどしい日本語で「ワタシハモチデス！」「エキハドコデスカ？」と言うが、プリンターにはまったく言葉が伝わらない。
- Out of the Box — 広告はほぼ正確にアメリカ版と同じである。しかし、Macは彼の内蔵カメラに言及していない。また終わりには、PCはとても厚いユーザーマニュアルを取り出して読み始める。
- Pie Chart — この広告はアメリカ版のWork vs. Homeをベースとしたものである。円グラフのライトグレーの領域はPCの家族の休日の今のペテンと愚かなまねを表し、ダークグレーの領域はお祭り騒ぎを表す。PCはさらにお祭り騒ぎを「ばか騒ぎ」「いたずら」「浮かれ騒ぎ」に分割する。
- Restarting — 広告は多くのアメリカの広告と同じ物語に従い、唯一の大きな違いはMacがITの人を呼ぶために立ち去った後、PCが再起動して誰もが行っている事を疑問に思う。
- Stuffed — この広告は、アメリカのバージョンからの大幅な変更が含まれていない。
- Trust Mac — 広告はアメリカ版と同じ物語に従うが、終わりにPCは現在誰もが楽しんでいる2台のMacがないことを叫ぶ。
- Virus — アメリカ版のVirusesをベースとし、対話の代わりに「すごいもの」が「これはすごいやつだ」が含まれ、それ以外は有意な変化を含んでいない。

### 日本のキャンペーン
2006年12月12日、Appleは日本国内でアメリカのGet a Mac広告と同じスタイルの広告を開始した。MacとPCを演じるのは日本のお笑いコンビラーメンズであり、小林賢太郎がMac、片桐仁がパソコンを演じた。この広告は全てAppleの日本向けサイトで見る事ができた。
- 年賀状 — MacはパソコンにiPhotoで作成した年賀状を見せる。パソコンは絵を見て「かわいい豚ですね」というが、すぐにMacが「イノシシ」とツッコミを入れる。
- Macとパソコン — パソコンは、MacもパソコンなのになぜMacと呼ばれているのかと悩む。Macは多くの人たちが自分を家で使うから親しみやすいのかな、と説明する。パソコンは私はもっぱら仕事ですから、と返答する。Macはパソコンに、仕事で使うのなら「ワーク」って名前はどうだろう？と提案する。
- 絵の練習 — パソコンは絵を描いているというが、それらは全てグラフである。例えば、Macが山と思ったのは線グラフ、マンハッタンと思ったのは棒グラフである。そこでMacが円グラフだと思ったのは、パソコンはピザですよ、センスがないですねぇと答える。これはArt Languageに似ており、パソコンはMacのような芸術家気取りの人々と接続しようとしている。
- ステップ — Macはパソコンに、最近iWebでウェブページを作ったんだという。パソコンが作成方法を聞くと、Macは3つのステップで簡単なんだと答えるが、パソコンがステップ4をしつこく聞いてくるので、Macは「コーヒーを飲む」と答える。

いくつかのアメリカ版の広告は、日本市場向けに改変された。広告のいくつかは、アメリカのキャンペーンとは、物語内で発生するイベントは大幅に異なる。その他には、より密接にオリジナルの広告に従うが、わずかな変更を伴うものがある（関連する俳優からの特性の違い）。
- 膨張 — この広告はStuffedに似ているが、しかし広告の中で、パソコンは最新のOSにアップグレードしたため、膨れてしまってとても動きが遅いと説明する。しかもハードディスクの容量が足りなくなっていろんなものを消去した。
- iLife — この広告はほぼ正確にアメリカ版と同じで、パソコンはiPodでユーロビートを聞いている。
- iMovie — アメリカのBetter Results広告とほぼ同じであり、Macのホームムービーとして中谷美紀が登場する。
- オフィスの仲間 — イギリス版のOffice Posse広告をベースとしたもので、多少の変更が加えられている。終わりに、パソコンはMicrosoft Officeに向かって「残業！残業！あそ〜れ」とはやし立てる。
- 円グラフ — この広告はアメリカの広告Work vs. Homeをベースとしたものである。物語はほぼ同じで、Macは旅行の思い出をiLifeでブログに残したが、パソコンは旅行の思い出を円グラフで表した。
- 再起動 — この広告はアメリカのRestarting広告と同じである。パソコンが再びフリーズしたあと、MacはITの人を呼ぶために、パソコンを見ていて欲しいという。
- セキュリティ — この広告はアメリカのTrust Mac広告をベースにしているが、シチュエーションは大幅に変更された。パソコンは鎧とヘルメットに身を包んで、コンピュータウイルスと闘う姿勢を見せるが、Macが「あ、ウイルス」と見つけると、パソコンはゆっくりとMacの後に身を隠す。
- ウイルス — 広告はアメリカのVirus広告から重要な変更が含まれていない。

### Keynoteビデオ
一方、広告キャンペーンの厳密には一部、ホッジマンとロングは2006年、2007年と2009年のWorldwide Developers Conferenceと、2008年のMacWorld Expoにおけるスティーブ・ジョブズのKeynote基調講演の間にビデオで登場している。
- WWDC 2006 — Macの開発を停止させるための試みで、PCはスティーブ・ジョブズからの「開発者は今年のオフの休暇を取ることになり、マイクロソフトはVistaでいくつかの助けを使用することができるだろう」とのメッセージを持っていると主張する。PCはジョブズと自分の休暇について話題からずれはじめ、しかし、Macが到着したとき、彼はちょうど彼らの横に立ち、次のコマーシャルに準備を進めていると言い、音程の外れたMeow Mix（英語版）のテーマソングを歌い始める。
- WWDC 2007 — PCがスティーブ・ジョブズに扮し、彼がAppleを退社して会社を閉鎖するとアナウンスする。彼はVistaは好調で、数十万のコピーを販売し、Leopardの需要はなく、そして彼はiPodキラーの茶色のZuneを取り出した。彼は開発者はもはや不要だからちょうど家に帰るように指示した。Macが現れてPCをたしなめ、ミスリードしようとしているため、開発者は再び昨年と同様に。Macは観衆がPCを本当にジョブズだと思い込んでいるかを尋ねる。PCはその後、彼は フィリップ・シラーだと主張する。
- MacWorld Expo 2008 — PCとMacが新年を祝うサインの下に立ち、PCは2007年が自分にとってどれほど悲惨な年だったかを話し、AppleがMac OS X Leopard、iPod touchそしてiPhoneで経験豊富な成功を収めている一方で、Windows Vistaなどの障害に言及した。それにもかかわらず、PCは彼が未来のために楽観的だと言い、今年はPCの年であると主張する。2008年の計画は何かと尋ねた時、「2007年にMacがやった事のすべてをコピーする事さ」という状態だった。
- WWDC 2009 — PCが出てくると観客に挨拶し、彼は大きな会見をしたいと述べた。「最前線でAppleを保持する驚くべき技術革新...」彼は止まり、そして「私はベターに行うことができると思う」と言う。テイク2。彼の望みは「週にいくつかの技術革新と、でも多くはないが、してほしい。ええ、私は気に入っている」。それから彼は、10億のアプリケーションカウントダウンに関するいくつかのものを言う。彼はアプリやアイデアが求められる。彼は「私はあなたたちがいくつかの素晴らしいアイデアを考えてくれる事を望んでいます。私もいくつかの素晴らしいアイデアを考えているので！...あなたのアイデアとは何ですか？」という。最終的にテイク16、PCはギブアップして、Macがみんなに素晴らしい会見がある事を伝える。

## 批判
Slate誌の記事で、シース・スティーブンソンは、このキャンペーンはあまりにも「悪意がありすぎる」と批判し、「優位性の誇示は（愛想良くカジュアルな服装をまとっていても）ブランド戦略としてはいささか行き過ぎではないのか」とほのめかしている。
ガーディアンの記事で、チャーリー・ブルッカーは英国のキャンペーンでコメディアンのミッチェル・アンド・ウェッブを起用したのは興味深いことだと指摘している。彼らは2人ともPeep Showの立役者であり、ブルッカーを引用すると、「ミッチェルは抑圧された神経症的弱者、ウェッブは利己的で自分のことばかりの気取り屋だ...だから、この広告を見ると、『（ミッチェルの演じる）PCは、ちょっとぼろいところもあるけれど結局は愛すべき存在だが、（ウェッブの演じる）Macは単なる独り善がりであり、見栄えを取り繕うばかりだ』と思えてしまう」のだという。

### MacとPCを区別する
多くのコンピュータ専門家は、PC（パーソナルコンピューター）の定義をめぐって議論を続けてきており、MacとPC間に実際の差異があるのかという疑問が持ち上がっている。区別に関する質問も発生させることができる。PC Magazineの編集長であるランス・ウラノフは、2008年のPC Magazineのコラムで、こう書いている：
| 「 | もちろん、この広告はそんなに効果的なものではなく、Appleが宣伝しようとしている差異が、Appleが消費者に信じてほしいと思っているほど大きくないことを、消費者は理解していることだろう。 | 」 |

## I'm a PC
マイクロソフトはGet a Mac広告キャンペーンへの対抗として、2008年遅くにマイクロソフト社員のSean Siler（John Hodgmanのそっくりさん）を起用したI'm a PCキャンペーンを展開した。Appleの広告は、MacとPCの両方のシステムの擬人を示す一方で、マイクロソフトの広告は、誇らしげにPCとして自分自身を定義する代わりに、PCユーザーを表示する。

## パロディ
Get a Macキャンペーンをパロディ化したビデオ映像がノベルによりオンラインで発表された。Linuxを若くファッショナブルな女性で表している。 パロディビデオの異なるキャンペーンセットが製作され、Linuxは典型的な男性のおたくとして描かれている。
「レイト・ショー・ウィズ・デイヴィッド・レターマン」がGet a Macキャンペーンのパロディを制作し、デヴィッド・ハッセルホフ扮するMacがチーズバーガーを食べるのに夢中になっているときに、ハゲを明らかにするためにPCがMacのかつらを取る。
アマチュアビデオのシリーズは、YouTubeに投稿され、スーパーヒーローのアクションフィギュアで構成され、その違いを論議する「I'm a Marvel...and I'm a DC.」シリーズは、マーベルとDCの両方の映画の成功について語っている。
「エールフランス・ライブ」によりカナダの連邦選挙の頃に放映されたものは、コメディアンの一人は自由党として、他はPC（進歩保守党）として導入された。スケッチは、エピソードの間に別の部分に分割された。
SteamがMacをプロモーションするために、Valveが「Portal」と「Team Fortress 2」の2つの歩哨銃でパロディを制作した。
「City of Heroes」は、マシニマの2人のキャラクターを中心にしたコマーシャルの、オンラインビデオのパロディのシリーズを提供した。これらはどれも始まりが同じである：一人が「I'm a hero」と宣言すると、他が「I'm a villain.」と宣言する。ビデオは、彼らの新しいMac版のゲームが2009年2月に発売される事を促進するために作られた。
「インスタント・スター」と「Degrassi: The Next Generation」は、彼らは自分のショーを記述するというパロディにした。アレックズ・ジョンソンをインスタントスターをして描き（ジョンソンはショーの中でジュード・ハリソンを描く）ミリアム・マクドナルドがDegrassiを描く（マクドナルドはショーの中でエマ・ネルソンを描く）。
T-Mobile USAは2010年にT-Mobile 4G製品の広告キャンペーンを開始し、モデルで女優のカーリー・フォルケスを4G電話として一度に排他的に競争相手上にあったiPhone 4とAT&Tモビリティに対抗した。（Appleは以来、ベライゾン・ワイヤレスのCDMA2000互換のiPhoneをリリースした。）コマーシャルは、両方の機能が白い背景と製品を表す二人として著しく類似している。T-Mobile USAは2011年3月20日にAT&Tの買収を発表し、広告が終了すると予想される。
2021年、Intelは、Get a MacのオリジナルのCMで「Mac役」を演じたジャスティン・ロングを起用した、Intel製CPU搭載PCとMacの比較CMを製作した。